# Rio Sevron
Sevron é um rio das regiões de Rhône-Alpes e Borgonha, nos departamentos de Ain e Saône-et-Loire, na França. Tem 54,1 km de comprimento e drena uma bacia de 195 km2 de área. O seu número de Strahler é 3.
Ao longo do seu percurso, atravessa as seguintes comunas: Meillonnas (nascente), Pirajoux, Treffort-Cuisiat, Saint-Étienne-du-Bois, Bény, Cormoz, Marboz, Beaupont, Varennes-Saint-Sauveur (confluência com o rio Solnan).